# Pachydema gomerae
Pachydema gomerae es una especie de coleóptero de la familia Scarabaeidae.

## Distribución geográfica
Es endémica de La Gomera, en las islas Canarias (España).